# 史寶安
史寶安，字吉甫，號熊耳山人，河南盧氏縣人。清朝政治人物、進士出身。

## 生平
壬寅科舉人，光緒二十九年（1903年），中式癸卯科二甲進士。同年闰五月，改翰林院庶吉士，散館授翰林院編修。